# Premio Confucio de la Paz
El Premio Confucio de la Paz (en chino: 孔子和平奖) es un galardón que promueve la paz desde una perspectiva confuciana. Lleva su nombre por el pensador Confucio (551 a. C.-479 a. C.). El premio consiste en una medalla de oro con su retrato, un certificado y un monto de dinero en efectivo.
Fue instituido en 2010 como respuesta a la premiación del activista chino Liu Xiaobo con el Premio Nobel de la Paz por parte del Comité Noruego del Nobel. Fue el banquero chino Liu Zhiqin el primero en proponer el Premio Confucio de la Paz, como alternativa al Nobel. La Asociación de Artes Indígenas Chinas, asociada al Ministerio de Cultura de la República Popular, hizo la primera entrega en 2010. En 2011 el Ministerio disolvió el comité que entregaba la distinción, pero sus miembros se reorganizaron como una entidad privada, el Centro de Estudios Internacionales de China para la Paz, y la siguieron entregando.
Los ganadores del Premio Confucio de la Paz son:
- 2010, Lien Chan, ex Premier de Taiwán, por contribuir «inmensamente al desarrollo de las relaciones entre los dos lados del estrecho de Taiwán y a la paz mundial»;[6]
- 2011, Vladímir Putin, Presidente de Rusia, por «su posición pacífica y en contra de la idea de bombardear Libia»;[7]
- 2012, Kofi Annan, exsecretario General de la Organización de las Naciones Unidas, por «su enorme contribución a la reforma y resurgimiento de las Naciones Unidas y como enviado especial de la ONU y de la Liga Árabe en Siria», y Yuan Longping, científico agrícola, por «alcanzar un histórico avance en la reproducción del arroz híbrido resolviendo el problema de la seguridad alimentaria»;[8]
- 2013, Yi Cheng, maestro zen, por haber hecho contribuciones sobresalientes a la reforma y desarrollo del budismo y servir a la Humanidad, mostrar compasión por todos los seres vivos y promover la paz mundial;[9]
- 2014, Fidel Castro, expresidente de Cuba, por «sus contribuciones en pro de la resolución de conflictos internacionales».[10]
- 2015, Robert Mugabe, presidente de Zimbabue, por «sus extraordinarias contribuciones a la paz mundial y por haber apoyado el panafricanismo»[11]
- 2017, Hun Sen